# Monoblastus innumerabilis
Monoblastus innumerabilis är en stekelart som först beskrevs av Davis 1897.  Monoblastus innumerabilis ingår i släktet Monoblastus och familjen brokparasitsteklar. Inga underarter finns listade i Catalogue of Life.